# Tim Rummens
Tim Rummens (Leuven, 16 december 1987) is een Belgische atleet, die zijn carrière begon in het hoogspringen, maar later overschakelde naar de loopnummers over de 400 m, de 400 m horden en de 4 x 400 m estafette.

## Biografie
Tim Rummens is de broer van atlete Sofie Rummens. Deze laatste kende een beloftevol begin van een carrière als Vlaams kampioene in de zevenkamp bij de juniores in 2005, het jaar waarin ze ook derde werd op de Belgische kampioenschappen hoogspringen in alle categorieën. Daarna zou ze echter de atletiek in competitieverband moeten opgeven.

### Eerste hoogspringsuccessen
In het spoor van zijn oudere zus begon Tim Rummens zijn atletiekloopbaan als hoogspringer. Op de Belgische kampioenschappen voor Juniores en Beloften in 2005 werd hij vijfde, met een sprong van 1,80 m. Winnaar Pieter Van Puyenbroeck sprong 1,85.
In 2006 werd Rummens derde op de Belgische kampioenschappen voor juniores en beloften met een sprong van 1,90. Daarnaast begon hij, als junior, ook al deel te nemen aan seniorenwedstrijden. Op de BK AC werd hij vierde werd met een sprong van 2,00 en op de Vlaamse kampioenschappen haalde hij brons met een sprong van 2,03.
Zijn eerste titel behaalde Rummens op de BK voor juniores en beloften in 2007 met een sprong van 2,10, In 2008 behaalde hij goud bij de senioren met een sprong van 2,11. In datzelfde jaar sprong hij zijn persoonlijk record van 2,15 op het European Team Championship, de Europese clubkampioenschappen in Leiria, Portugal.

### Verdere carrière op de 400 m horden
In 2009 behaalde Tim Rummens als hoogspringer nog medailles in Vlaamse en Belgische kampioenschappen, maar omdat hij te veel problemen ondervond met zijn rug, begon hij zich toe te leggen op de 400 m loopnummers. Op 13 september 2009 won hij meteen zijn reeks van de 400 m horden op de Belgische kampioenschappen, zijn allereerste wedstrijd ooit, in een tijd van 55,63 s. Deze tijd was echter niet goed genoeg voor een medaille.
Het resultaat bevestigde echter wel dat de 400 m een goede keuze was. Op de 400 m vlak won Tim Rummens de titel tijdens de Vlaamse indoorkampioenschappen in 2011, 2012 en 2013. Zijn voorkeur gaat echter uit naar de 400 m horden, met brons op de Belgische kampioenschappen in 2011, zilver in 2012, en uiteindelijk goud in 2013.

### EK indoor 2013

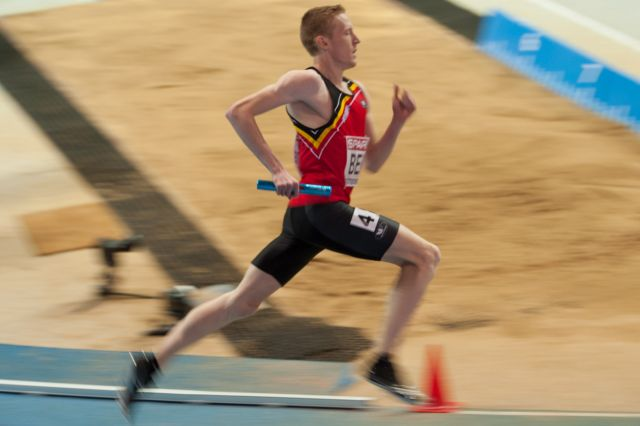
Tim Rummens op de EK indoor in Göteborg, 2013

Door het uitvallen van Jonathan Borlée maakte Tim Rummens onverwacht deel uit van de Belgische 4 x 400 m estafetteploeg op de Europese indoorkampioenschappen van 2013 in Göteborg. Met Antoine Gillet, Kevin Borlée, Arnaud Ghislain en Tim Rummens werd de Belgische ploeg vierde in 3.07,98.

### 400 m omgekeerd
De Memorial Van Damme, de Belgische meeting uit de IAAF Diamond League competitie, pakte op 16 september 2011 uit met een originele primeur: de eerste officiële 400 m in wijzerzin. Wiskundeprofessor Dirk Huylebrouck van de Katholieke Universiteit Leuven wou een experiment uitvoeren met als verantwoording: "Alle loopwedstrijden worden altijd in dezelfde richting gelopen. Maar waarom dat zo is, weet niemand". Tim Rummens werd tweede in een tijd van 48,03, na Stef Vanhaeren.
Tim Rummens is lid van Daring Club Leuven Atletiek.

## Belgische kampioenschappen
Outdoor
| Onderdeel    | Jaar |
| ------------ | ---- |
| hoogspringen | 2008 |
| 400 m horden | 2013 |

Indoor
| Onderdeel | Jaar |
| --------- | ---- |
| 400 m     | 2016 |

## Persoonlijke records
Outdoor
| Onderdeel    | Prestatie | Datum        | Plaats         |
| ------------ | --------- | ------------ | -------------- |
| 400 m        | 46,93 s   | 7 juli 2012  | Heusden-Zolder |
| 400 m horden | 49,90 s   | 31 mei 2014  | Oordegem       |
| hoogspringen | 2,15 m    | 21 juni 2008 | Leiria         |

Indoor
| Onderdeel    | Prestatie | Datum            | Plaats |
| ------------ | --------- | ---------------- | ------ |
| 400 m        | 47,67 s   | 31 januari 2016  | Gent   |
| hoogspringen | 2,13 m    | 10 februari 2008 | Gent   |

## Palmares

### 400 m
- 2016:  BK AC indoor - 47,37 s
- 2018:  BK AC indoor - 48,35 s

### 400 m horden
- 2011: 4e BK AC - 52,12 s
- 2012:  BK AC - 50,91 s
- 2013:  BK AC - 50,23 s
- 2014:  BK AC - 50,70 s
- 2014 :  Europese landenkampioenschappen - 51,04 s (België eindigde 9e)
- 2014: 24e EK - 50,80 s
- 2015:  BK AC - 51,55 s
- 2016:  BK AC - 51,41 s

### hoogspringen
- 2007:  BK AC indoor - 2,01 m
- 2008:  BK AC - 2,11 m
- 2008:  BK AC indoor - 2,07 m
- 2008:  European Team Championship (Leiria) - 2,15 m
- 2009:  BK AC indoor - 2,07 m

### 4 x 400 m estafette
- 2013: 4e EK indoor - 3.07,98